# Alex Thépot
Alexis 'Alex' Thépot (Brest, 1906. július 30. – Dunkerque, 1989. február 21.) francia labdarúgókapus.

## Pályafutása
Pályafutása során a Brest, a FEC Levallois, a Red Star, és az USL Dunkerque csapataiban szerepelt. A Levallois-ban eltöltött évek során bemutatkozhatott a francia válogatottban egy Anglia elleni mérkőzésen.
1927 és 1935 között 31 alkalommal szerepelt a nemzeti csapatban. Részt vett az 1928. évi nyári olimpiai játékokon, az 1930-as, és az 1934-es világbajnokságon.
Az 1930-as világbajnokság első mérkőzésén Mexikó ellen a kezdőcsapatban kapott helyet, de rögtön az első félidőben lesérült és a félidőben Augustin Chantrel váltotta. A következő mérkőzésekre visszatért, de mindkét alkalommal vereséget szenvedtek. Először Argentínától kaptak ki 1–0-ra egy kései góllal, majd Chile ellen ugyanilyen arányban. Utóbbin még 0–0-s állásnál büntetőt hárított.